# Gornje Dvorišće
Gornje Dvorišće – wieś w Chorwacji, w żupanii zagrzebskiej, w gminie Brckovljani. W 2011 roku liczyła 66 mieszkańców.